# Bahaitempel

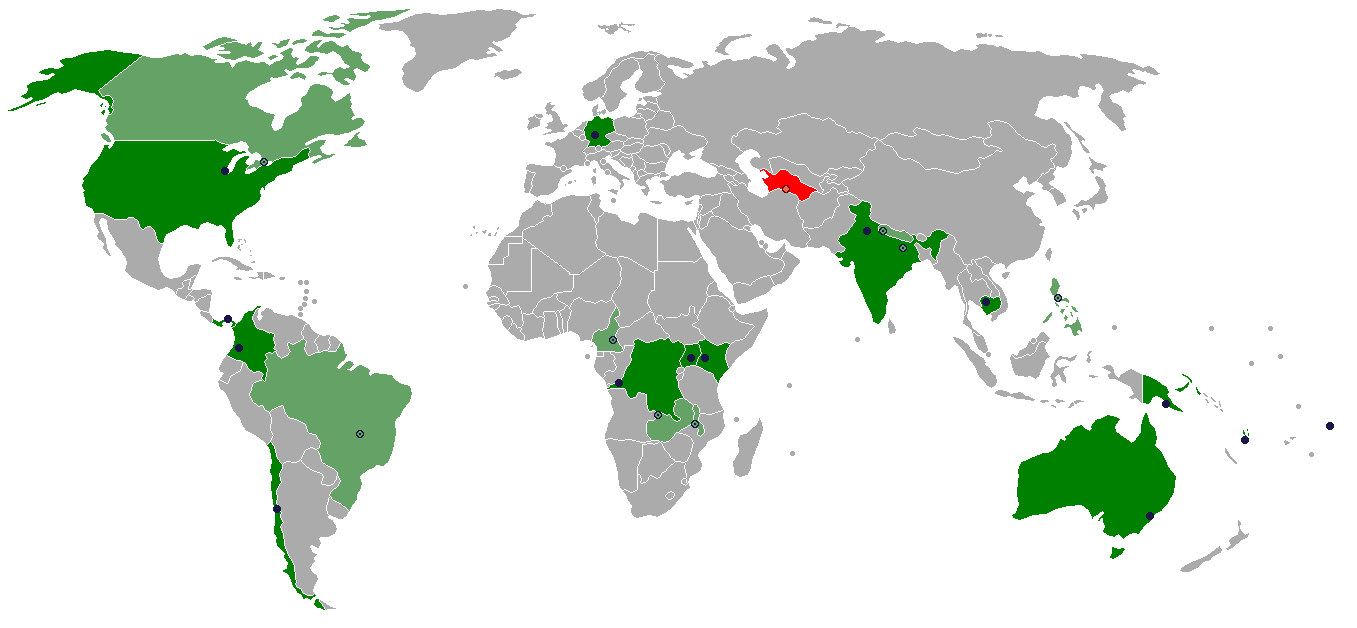
Lagekarte der Häuser der Andacht: Grün Staaten mit einem Haus der Andacht, • Städte mit einem Haus der Andacht, Rot Ehemaliges erstes Haus der Andacht in Turkmenistan, damals Russisches Kaiserreich, Hellgrün Geplante oder im Bau befindliche Häuser der Andacht.

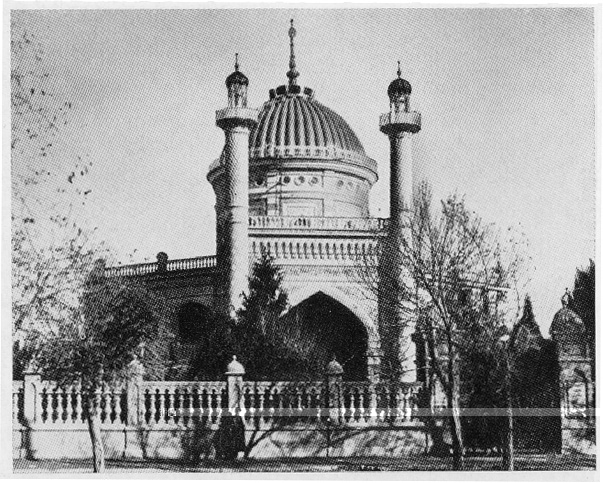
Der Bahaitempel in Aşgabat, damals Russisches Kaiserreich

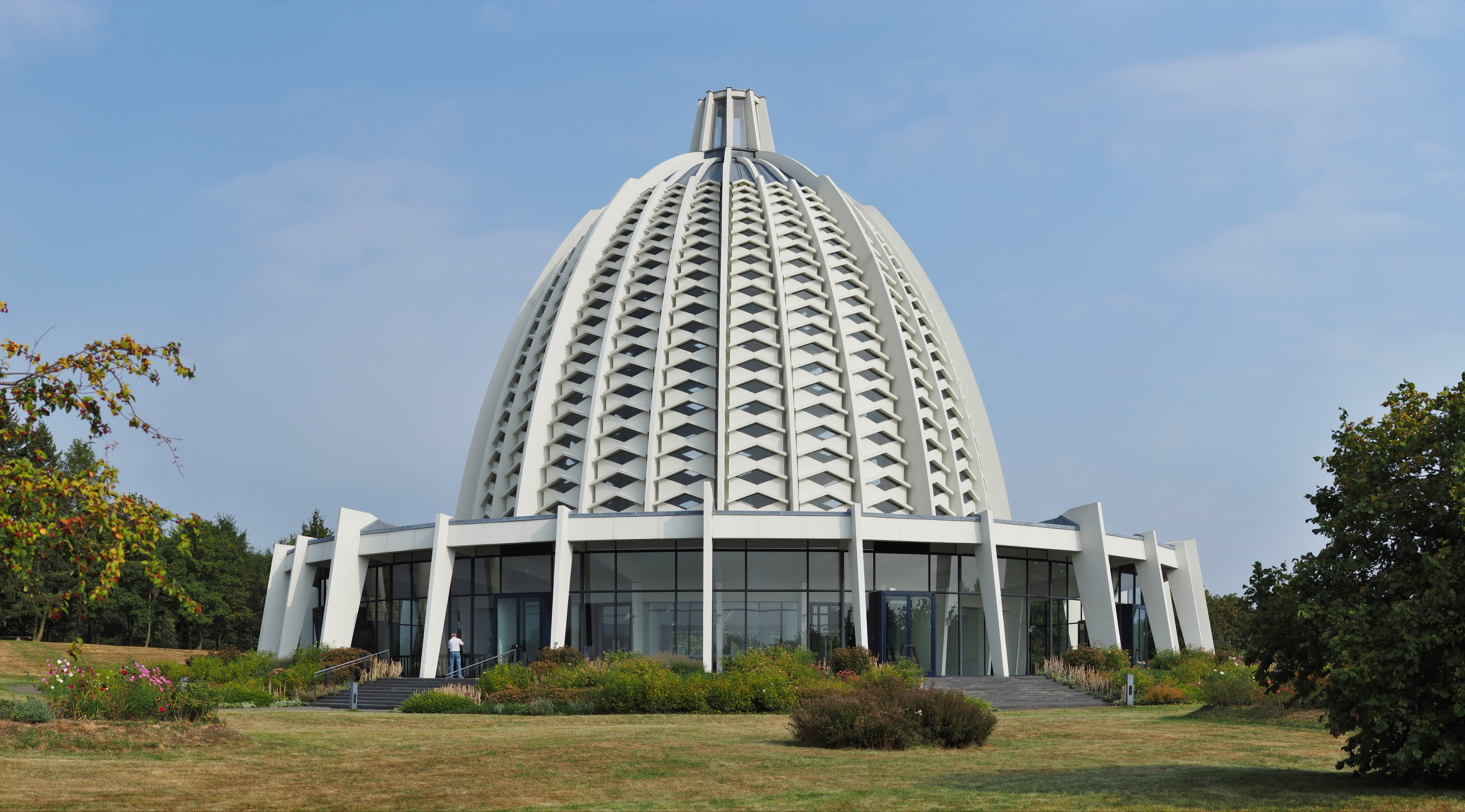
Europäischer Bahaitempel in Langenhain bei Frankfurt/Main

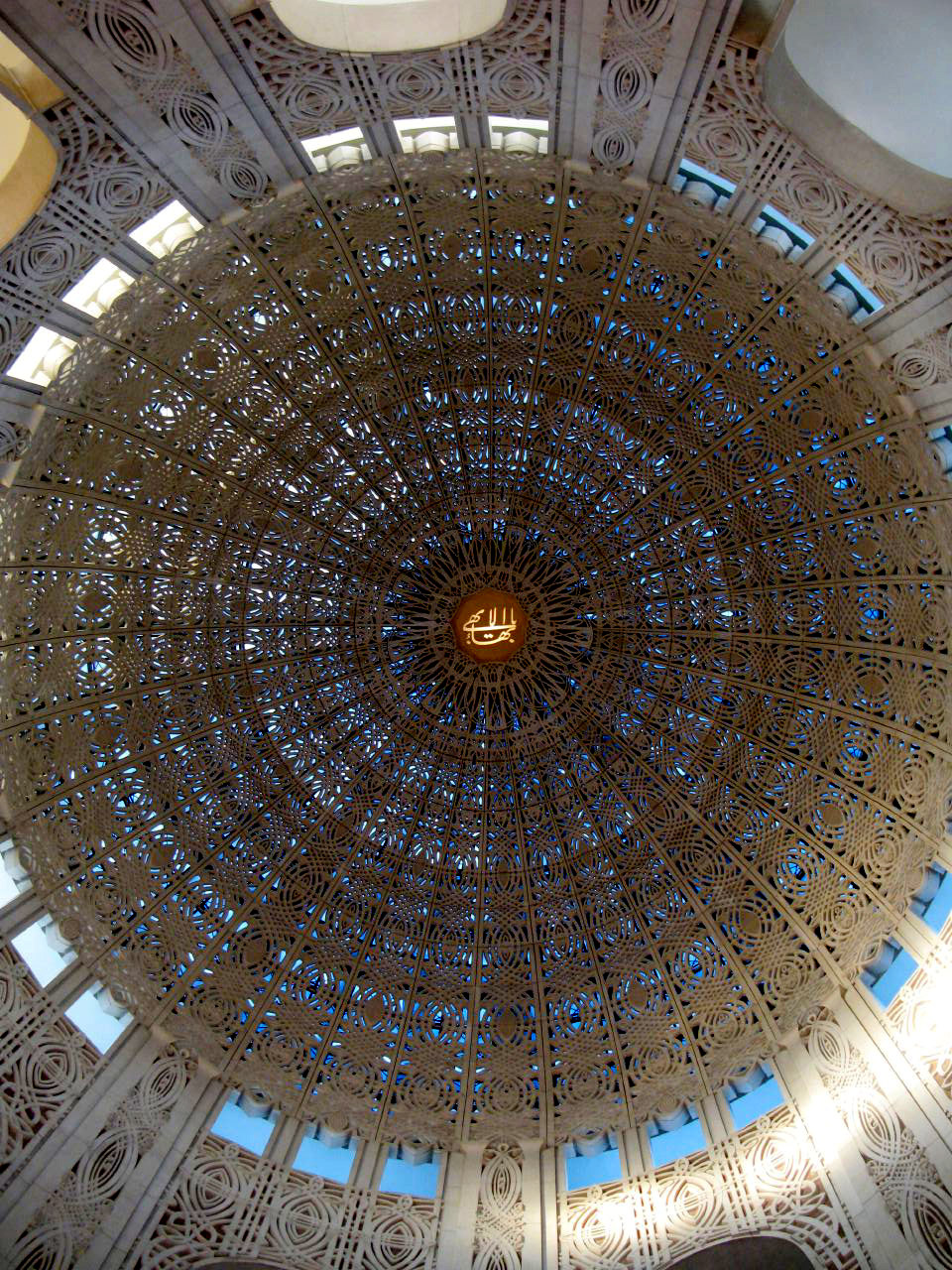
Kuppelspitze mit Kalligrafie

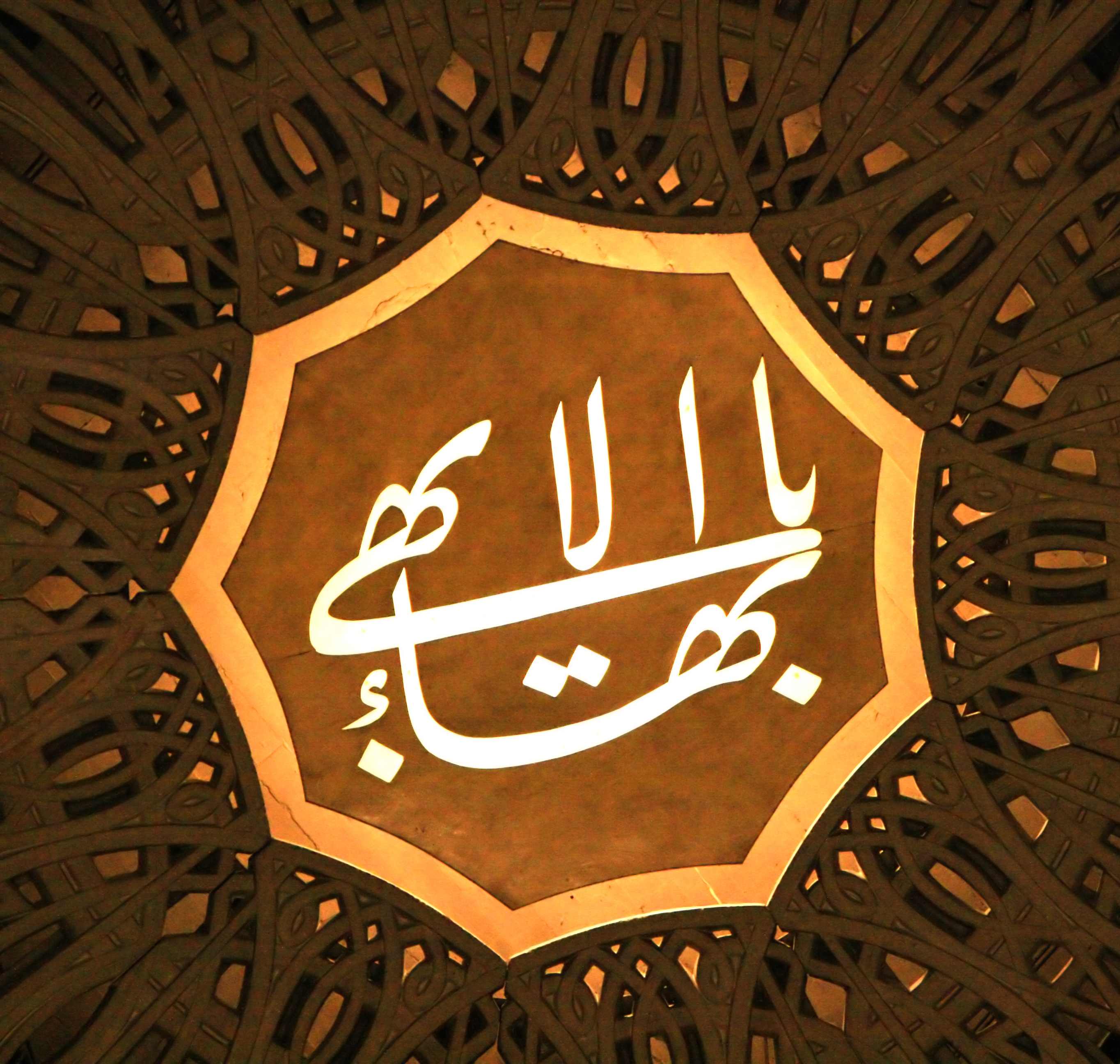
Kalligrafie des Größten Namens

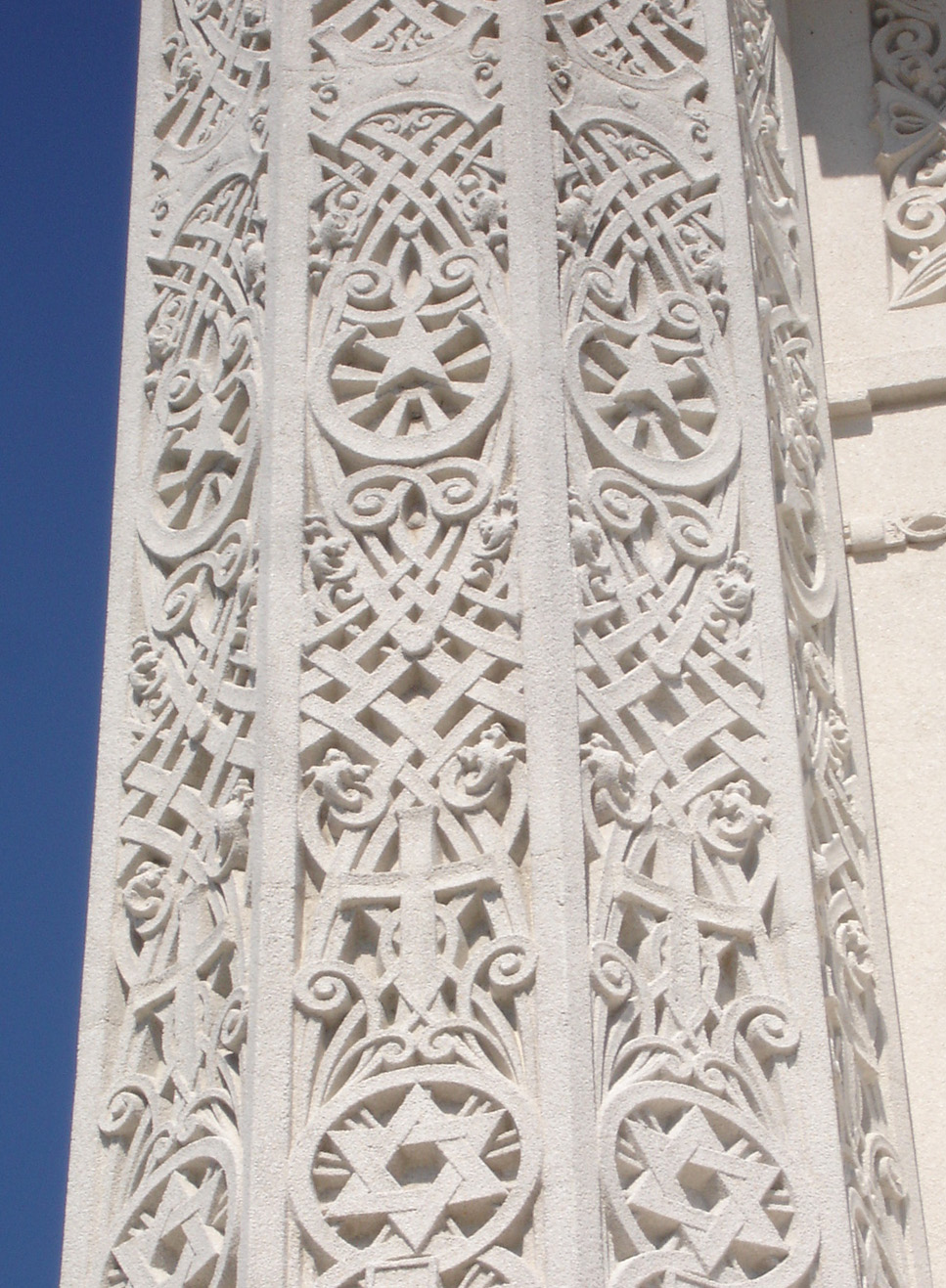
Einer der neun Türme des Bahaitempels in den Vereinigten Staaten

Als Bahaitempel (arabisch مشرق اﻻذكار, DMG mašriq al-aḏkār, Bahai-Transkription Bahá’í-Tempel bzw. Mashriqu’l-Adhkár „Aufgangsort des Lobpreises Gottes“) werden die Sakralbauten der Bahai bezeichnet. Die deutschsprachigen Bahai-Gemeinden benutzen üblicherweise die Bezeichnung Haus der Andacht, eine wortwörtliche Übersetzung von House of Worship. Bahaitempel gibt es weltweit in den Vereinigten Staaten, Samoa, Australien, Panama, Deutschland, Indien, Uganda, Chile, Demokratische Republik Kongo, Kambodscha, Kolumbien, Kenia und Vanuatu (siehe auch Liste der Bahai-Tempel).

## Idee, Zweck und Gestaltung
Gläubige aller Religionen versammeln sich in diesen Sakralgebäuden zu Gebet und Meditation. Weder Bilder, Statuen noch Musikinstrumente sind hier zu finden. Im Mittelpunkt der Andacht stehen die Heiligen Schriften aller Weltreligionen, welche ohne Predigt, Auslegung oder Kommentar in der Originalsprache oder Übersetzung rezitiert werden. Der Religionsstifter der Bahai, Bahāʾullāh, hat bestimmt, dass das „Wort Gottes“ selbst wirken soll. Jeder Besucher kann sich nach Absprache an den Lesungen beteiligen.
Gesungene Gebete in allen Sprachen und spirituellen Traditionen der Menschheit sind in den Tempeln willkommen. Die Akustik des zentral angelegten Kuppelbaus trägt die menschliche Stimme. Keine anderen Geräusche sollen die individuelle Reflexion und Meditation stören.
In der Kuppelspitze, dem Scheitel, ist eine arabische Kalligrafie des Größten Namens zu sehen, ein Ausdruck des Lobpreises: „O Herrlichkeit des Allherrlichen!“.
Ein weiteres Merkmal ist allen Tempeln gemein: Neun Tore nach allen Seiten symbolisieren die Offenheit für die Anhänger der verschiedenen Religionen.
Ansonsten zeichnen sich die Häuser der Andacht gerade durch ihre architektonische Vielfalt aus, die ganz bewusst verschiedene Stile und Symbole der unterschiedlichen Kulturen repräsentiert.

## Geschichte
Der Grundstein für den ersten Bahaitempel wurde im Dezember 1902 in Gegenwart führender Vertreter des öffentlichen Lebens in Aşgabat gelegt. Aşgabat lag damals im Russischen Reich und ist heute die Hauptstadt Turkmenistans. Fertig erbaut war das Haus um 1908. Nach der Oktoberrevolution wurde das Haus 1928 von den sowjetischen Behörden enteignet. Jedoch konnte die Bahai-Gemeinde das Gebäude bis 1938 weiter als Haus der Andacht nutzen. 1938 wurde das Gebäude vollständig enteignet und in eine Kunstgalerie umgewandelt, 1948 durch ein Erdbeben stark beschädigt. Die heftigen jährlichen Regenfälle schwächten die Struktur weiter, so dass das Gebäude 1962 zum Schutz der angrenzenden Häuser abgerissen werden musste. Als Nebeneinrichtungen besaß das Haus ein Krankenhaus, eine Schule und eine Herberge für Reisende.
Der Grundstein für den ersten Bahaitempel in Amerika wurde von ʿAbdul-Baha' am 1. März 1912 im Chicagoer Vorort Wilmette (Illinois) gelegt. Die Einweihung dieses Hauses am Michigansee erfolgte erst am 2. Mai 1953. Die erste Nebeneinrichtung, ein Altersheim, nahm 1959 ihre Arbeit auf.
Im Januar 1961 wurde in Kampala (Uganda) der erste afrikanische Bahaitempel, im September 1961 bei Mona Vale (etwa 35 km nördlich von Sydney, Australien) das erste Haus der Andacht der Antipoden und im Juli 1964 der erste europäische Bahaitempel in Hofheim am Taunus (Stadtteil Langenhain) eingeweiht. 1987 erklärte das Land Hessen dieses Gebäude bei Frankfurt am Main zum Kulturdenkmal.
Der erste Bahaitempel Lateinamerikas wurde im April 1972 auf dem Cerro Sonsonato (nördlich von Panama-Stadt) und der erste Tempel Ozeaniens 1984 in Tiapatu (9 km südlich von Apia) auf Samoa eingeweiht. Der lotusblütenförmige Tempel in Delhi, der auch als Lotustempel bekannt ist, wurde schließlich im Dezember 1986 eingeweiht und gewann für seine Architektur zahlreiche Preise.
2016 schließlich wurde der Bahaitempel in Chile fertiggestellt, 2017 folgte der Tempel in Kambodscha und 2018 wurde der Tempel in Kolumbien eingeweiht.

## Nebengebäude und Planungen
Der Bahaitempel ist generell als Zentralgebäude eines ganzen Gebäudekomplexes vorgesehen. Künftig sollen in diesem Komplex Einrichtungen gebaut werden, die sozialen, humanitären, pädagogischen und wissenschaftlichen Zwecken dienen sollen. ʿAbdul-Baha' bezeichnet diese Anlage als „eine der wichtigsten Institutionen der Welt“ und von Shoghi Effendi wird sie als der greifbare Ausdruck der Verbindung von „Bahai-Andacht und -Dienstbarkeit“ umschrieben, in der dem „Leidenden Linderung, dem Armen Unterhalt, dem Reisenden Zuflucht, dem Hinterbliebenen Trost und dem Unwissenden Erziehung“ gewährt wird. Nach dem Kitab-i-Aqdas ist ein Mashriqu’l-Adhkar in jeder Stadt und in jedem Dorf zu errichten. Daher haben bereits zahlreiche Nationale Geistige Räte Baugrundstücke akquiriert. Shoghi Effendi hat für Israel ein Gelände für ein Haus der Andacht auf dem Berg Karmel erworben. Der Platz des zukünftigen Bahaitempels dort wird seit August 1971 durch einen Obelisken markiert. In dem Landhaus Bahji im Bahai-Weltzentrum kann bereits ein Modell dieses zukünftigen Bahai-Tempels angesehen werden.